# Canhão naval Whitworth de 120 libras
O canhão naval Whitworth de 120 libras foi projectado por Joseph Whitworth durante a década de 1860. Era um canhão de cano estriado e usava o seu desenho hexagonal estriado, cujo princípio é descrito no artigo sobre o canhão naval Whitworth de 70 libras.

## Serviço
Vários canhões de 120 libras foram comprados pela Marinha do Brasil e usados para armar alguns dos seus couraçados durante a Guerra do Paraguai no final da década de 1860.